# 나스린 소투데

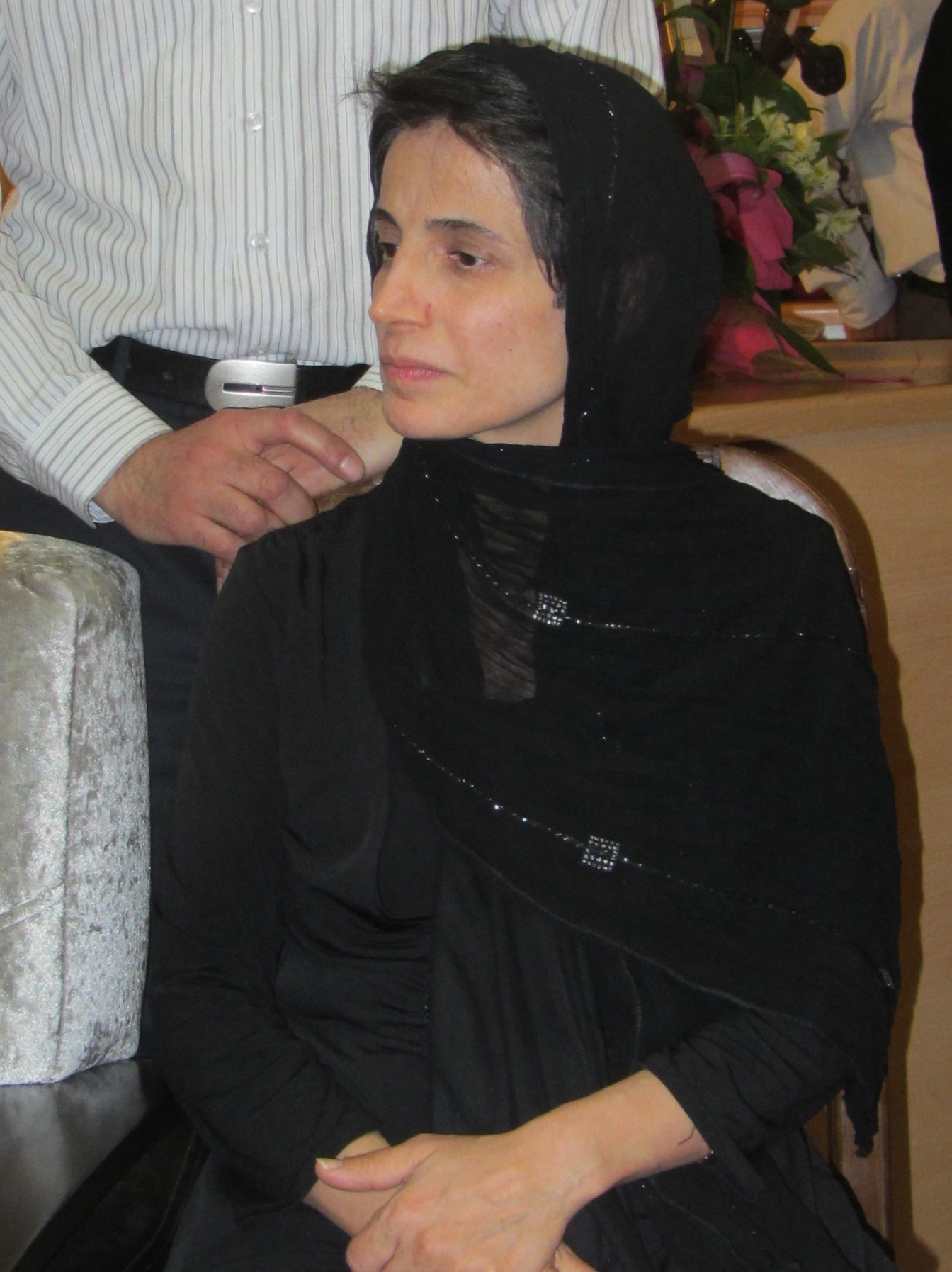
나스린 소투데

나스린 소투데(페르시아어: نسرین ستوده, 1963년 5월 30일 ~ )는 이란의 인권 변호사이다.

## 생애
나스린 소투데는 길란주 랑가루드에서 중산층 가정의 딸로 태어났다. 테헤란 샤히드 베헤슈티 대학교에서 법학과에 재학했으며 1995년에 변호사 시험에 합격했다. 하지만 변호사 자격을 취득하는 데에 8년을 기다려야 했기 때문에 처음에는 언론인으로 일하면서 여성의 권리 개혁, 평등한 권리 보장을 지향하는 평론을 집필했다. 나스린 소투데는 남편인 레자 한단과의 사이에서 2명의 딸을 두었다.
나스린 소투데는 2009년 이란 대통령 선거 이후에 수감된 이란의 야권 활동가들, 정치인들, 미성년자 시절에 저지른 범죄에 대해 사형을 선고받은 수감자들을 변호했다. 나스린 소투데의 의뢰인으로는 노벨 평화상을 수상한 이란 출신의 변호사인 시린 에바디, 이란의 야권 언론인인 이사 사하르히즈, 이란의 지하 야당 조직인 국민민주전선의 수장인 헤슈마트 타바르자디 등이 있다. 나스린 소투데는 이란에서 처벌이 가능한 범죄 가운데 하나인 히잡을 쓰지 않고 대중 앞에 나타나는 행동을 하다가 체포된 여자들을 변호하는 등 여성의 평등한 권리를 지지했다.
2010년 9월 4일에는 이란 당국으로부터 국가 안보를 파괴하는 음모를 꾸민 혐의로 체포되어 에빈 교도소에 수감되었다. 2011년 1월 9일에는 이란 당국으로부터 무기한 법률 시행 금지, 20년 동안 출국 금지, 징역 11년형을 선고받았지만 2011년 9월 중순에 이란 항소 법원으로부터 징역 6년형으로 감형받았고 법률 시행 금지 조치가 10년으로 축소되었다.
국제앰네스티는 나스린 소투데가 고문이나 부당한 대우를 받을 위험에 처해 있다고 지적했으며 국제 인권 단체들 또한 나스린 소투데의 석방을 요구했다. 나스린 소투데는 2011년에 미국 펜센터로부터 표현의 자유 증진에 기여한 공로를 인정받아 펜-바버라 골드스미스 자유 저작상을 수상했고 2012년에는 유럽 의회로부터 인권과 자유 수호에 기여한 공로를 인정받아 이란의 영화 감독인 자파르 파나히와 함께 사하로프상을 공동 수상했다. 나스린 소투데는 이란의 하산 로하니 대통령이 유엔 총회에서 연설을 하기 이전이던 2013년 9월 18일에 10명의 다른 정치범들과 함께 석방되었다.
2018년 6월에는 이란의 최고지도자였던 알리 하메네이를 모욕하는 선전 활동, 이란의 국가 안보를 위협하는 활동, 이란에 대한 간첩 활동을 벌인 혐의로 다시 체포되었고 2019년 3월 12일에 테헤란 법원으로부터 징역 7년형을 선고받았다. 반면 나스린 소투데의 남편인 레자 한단은 나스린 소투데가 징역 33년형, 태형 148대를 선고받았다고 주장했다.